# Kute Mbaru Bencawan
Kute Mbaru Bencawan is een bestuurslaag in het regentschap Aceh Tenggara van de provincie Atjeh, Indonesië. Kute Mbaru Bencawan telt 655 inwoners (volkstelling 2010).